# NGC 825
NGC 825 је спирална галаксија у сазвежђу Кит која се налази на NGC листи објеката дубоког неба.
Деклинација објекта је + 6° 19' 24" а ректасцензија 2h 8m 32,4s. Привидна величина (магнитуда) објекта NGC 825 износи 13,3 а фотографска магнитуда 14,2. NGC 825 је још познат и под ознакама UGC 1636, MCG 1-6-45, CGCG 413-46, KCPG 56B, PGC 8173.